# کاربرد یادگیری ماشین در تشخیص و پیش‌بینی سرطان
امروزه سرطان به عنوان یکی از بیماری‌های خطرناک به‌شمار می‌رود که زیرگروه‌های بسیاری دارد. پیش‌بینی به موقع و پیشگیری از این بیماری ضروری است و می‌تواند موجب راحتتر شدن روند درمان شود. همچنین طبقه‌بندی سرطان‌ها به پرریسک و کم‌ریسک امری مهم می‌باشد. از طرفی دیگر یادگیری ماشین
شاخه‌ای از هوش مصنوعی می‌باشد که تکنیک‌های آماری و احتمالی و بهینه‌سازی را به کار می‌گیرد تا کامپیوترها از این طریق بتوانند از مثال‌های گذشته بیاموزند تا الگوهایی از مجموعه داده‌های پیچیده و بزرگ به‌دست آورند.
برای یک پیش‌بینی معقول باید پزشک معالج اطلاعات مهم مانند: اطلاعات مبتنی بر سلول و اطلاعات جمعیت شناختی و اطلاعات بالینی را به دقت جمع‌آوری کند. سابقهٔ خانوادگی، سن، رژیم، چاقی، عادات پرخطر (سیگار کشیدن و الکل نوشیدن) و قرار گرفتن در معرض محیط سرطان‌زا(اشعهٔ ماورا بنفش و …) همگی در پیش‌بینی سرطان نقش دارند. متأسفانه این موارد برای تشخیص صحیح کافی نیستند و به برخی جزئیات در مورد تومور یا ژنتیک بیمار نیاز است. با توسعهٔ تکنولوژی‌های ژنومیک و پروتئومیک و تصویربرداری می‌توان اطلاعات مورد نیاز مولکولی را به دست آورد. برخی جهش‌ها در برخی ژن‌ها نیز می‌توانند ابزار قدرتمندی برای پیش‌بینی سرطان باشند. ترکیب داده‌های مولکولی با عوامل مقیاس بزرگی که نام برده شد می‌تواند باعث افزایش صحت پیش‌بینی شود. اگرچه هر چقدر که تعداد پارامترهای مؤثر بیشتر شود توانایی ربط دادن آن‌ها به یکدیگر کم می‌شود.
تقریباً همهٔ پیش‌بینی‌ها دارای ۴ نوع دادهٔ ورودی هستند:
1. دادهٔ ژنومیک
2. دادهٔ پروتئومیک
3. دادهٔ بالینی
4. ترکیبی از سه مورد فوق[۱]

با استفاده از روش‌های یادگیری ماشین می‌توان دقت پیش‌بینی حساسیت سرطان، عود سرطان و بقای سرطان را بهبود بخشید. امروزه با استفاده از این روش‌ها دقت پیش‌بینی سرطان ۱۵٪ تا ۲۰٪ بهبود شده‌است.

## انواع روش‌های یادگیری ماشین
دو دسته‌ی اصلی در انواع روش‌های یادگیری ماشین وجود دارد:
- یادگیری با نظارت
- یادگیری بدون نظارت

در یادگیری با نظارت مجموعه‌ای از داده‌های مجموعه‌ی آموزش با برچسب استفاده می‌شوند به این صورت که داده‌ی ورودی به خروجی مطلوب نگاشت می‌شود. برای مثال اگر از الگوریتم‌های یادگیری ماشین در تشخیص سگ از میان حیوانات دیگر استفاده کنیم باید ابتدا به عنوان مجموعه‌ی آموزش تصویر های زیادی از انواع و اقسام سگ‌ها به آن داده شود و سپس به عنوان برچسب گفته شود که این تصاویر سگ هستند. یکی از انواع روش‌های یادگیری با نظارت طبقه‌بندی است که داده‌ها را به مجموعه‌ای از کلاس‌های محدود طبقه‌بندی می‌کند.
اما در یادگیری بدون نظارت برچسبی وجود ندارد و بنابراین تصوری از خروجی وجود ندارد و تنها باید با روش‌هایی الگو‌های پنهانی را از میان داده‌ها بیابیم. خوشه‌بندی یکی از وظایف یادگیری بدون نظارت است که با وجود آن می‌توان نمونه‌های جدید را به خوشه‌های تشخیص داده شده اختصاص داد.
علاوه بر این‌ها یکی از روش‌های دیگر یادگیری ماشین یادگیری نیمه نظارتی است که در آن هم داده‌های برچسب‌دار و هم داده‌های بدون برچسب وجود دارند. معمولاً این روش زمانی استفاده می‌شود که داده‌های بدون برچسب بیشتر از برچسب‌دار باشند.

## روش‌های یادگیری ماشین در پیش‌بینی سرطان
همان‌طور که اشاره شد یادگیری ماشین شاخه‌ای از هوش مصنوعی است. موفقیت در یادگیری ماشین همیشه تضمین شده نیست. اگر داده‌ها دارای کیفیت پایینی باشند آنگاه کیفیت نتیجه نیز پایین خواهد بود. همچنین اگر تعداد متغیرها بیشتر از پیشامدها باشد ممکن است یک سری یادگیرنده‌های اضافی داشته باشیم. دانستن آن که کدام روش برای حل مسئله بهتر است واضح نیست بنابراین لازم است که بیش از یک روش بر روی مجموعهٔ آموزش (به انگلیسی training set) اجرا شود. استفاده از یادگیری ماشین موجب صرفه جویی در وقت برای پیدا کردن الگو در میان داده‌ها می‌شود. هر چقدر که ابعاد کمتر باشد یادگیری ماشین بهتر عمل می‌کند. بنابراین کم کردن بعد (کم کردن تعداد متغیرها) یا اضافه کردن تعداد مثال‌های یادگیری امری ضروری است. طبق قانونی کلی به ازای هر خصیصه و متغیر باید بیش از ۵ نمونه وجود داشته باشد. تنها تعداد نمونه‌ها نیست که اهمیت دارد بلکه تنوع آنها نیز اهمیت دارد. به‌طور کلی نمونه‌های یادگیری از نظر تنوع و تعداد باید جوری باشند تا باعث یادگیری چندباره نشود.

شبکه عصبی مصنوعی

روش‌های یادگیری ماشین بدین شرح است:
1. شبکه عصبی مصنوعی
2. درخت تصمیم
3. ماشین بردار پشتیبانی
4. شبکه‌های بیزی[۲]
5. الگوریتم ژنتیک
6. آنالیز افتراقی خطی
7. الگوریتم کی-نزدیک‌ترین همسایه[۱]

### شبکه عصبی مصنوعی
شبکه‌ی عصبی مصنوعی می‌تواند مسائل متفاوت طبقه‌بندی و شناسایی الگو را مدیریت کند. چند لایه‌ی پنهان که نمایانگر اتصالات عصبی به صورت ریاضی هستند معمولاً در این فرایند استفاده می‌شوند. با اینکه این روش می‌تواند بسیاری از مشکلات را حل نماید اما ساختار لایه‌ای آن می‌تواند بسیار وقت‌گیر باشد و علاوه بر آن فهمیدن فرایند طبقه‌بندی و یا اینکه چرا یک شبکه عصبی مصنوعی کار نمی‌کند تقریباً غیرممکن است. در صورت داشتن ورودی‌ پر اختلال می‌تواند آن را تحمل کند. یک مثال برای شبکه عصبی می‌تواند نقشه‌های خودسازمان‌دهنده باشد.

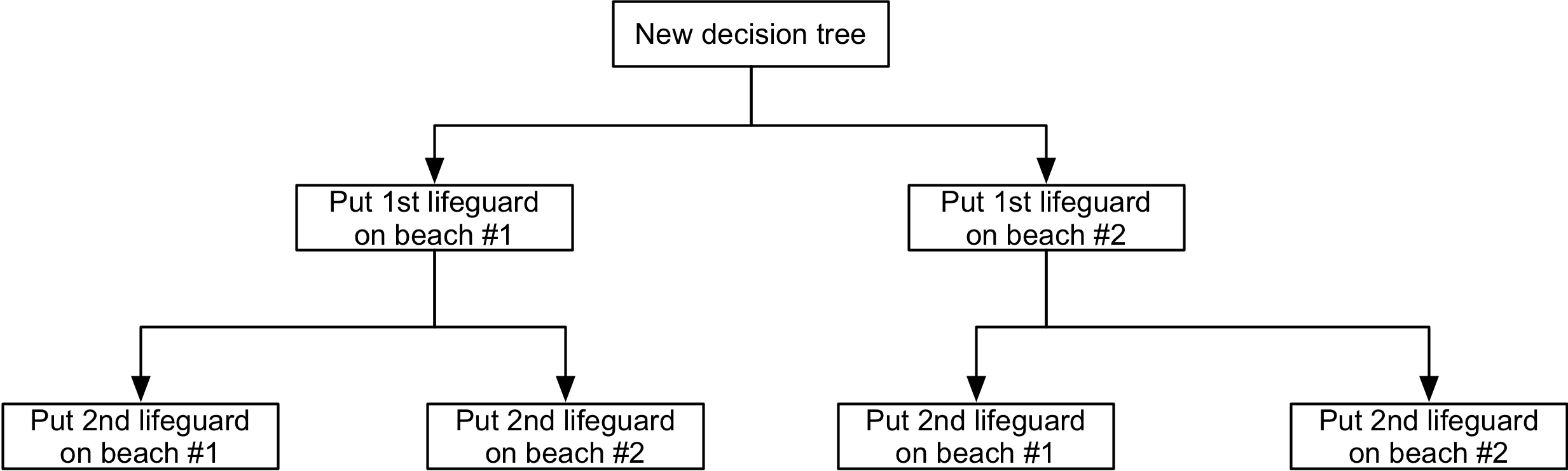
درخت تصمیم

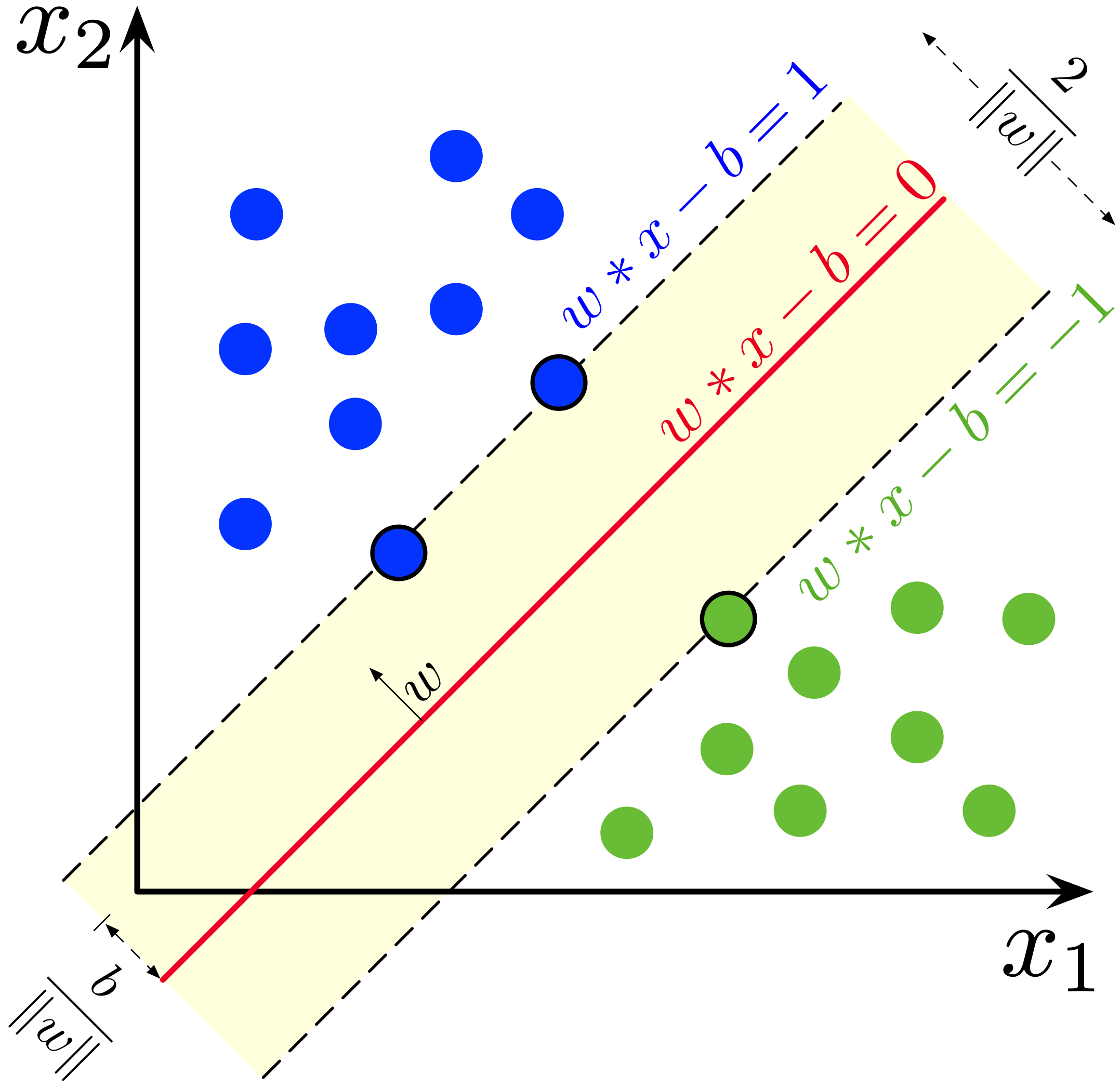
ماشین بردار پشتیبانی

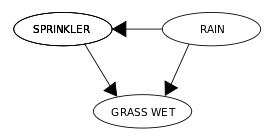
شبکه بیزی

### درخت تصمیم
درخت تصمیم یکی از اولین و برجسته‌ترین روش‌های یادگیری ماشین است که به طور گسترده در حل مسائل طبقه‌بندی استفاده می‌شود. درخت تصمیم گرافی ساختاریافته است که جریان تصمیمات گره‌های آن هستند و برگ‌ها نشان‌دهنده‌ی نتایج تصمیم‌گیری هستند. درخت‌های تصمیم برای تفسیر و یادگیری ساده هستند. با پیمایش یک درخت تصمیم برای طبقه‌بندی یک نمونه‌ی جدید می‌توانیم کلاس آن را حدس بزنیم. درختان تصمیم قرن هاست که مورد استفاده قرار گرفته‌اند. در هر مرحله هر گره به چند گره دیگر تقسیم می‌شود تا جایی که تقسیم بیشتر امکان‌پذیر نباشد. درخت تصمیم فواید زیادی دارد:
- تفسیر و فهمیدن آن‌ها ساده است
- به داده‌های کمی احتیاج دارند
- می‌توانند انواع بسیاری از داده‌ها را اداره کنند
- طبقه‌بندی‌کننده‌هایی قدرتمند ایجاد می‌کنند
- می‌توان سریع آن‌ها را یاد گرفت
- با استفاده از آزمون‌های آماری می‌توان آن‌ها را اعتبارسنجی کرد

اما آن‌ها در مسائل پیچیده به اندازه‌ی شبکه عصبی مصنوعی کارایی ندارند.

### ماشین بردار پشتیبانی
اخیراً از این روش در پیش‌بینی و پیش‌آگاهی سرطان استفاده می‌شود. ماشین بردار پشتیبانی داده‌ها را به دو کلاس تقسیم می‌کند به این صورت که ابرصفحه‌ای را بین دو کلاس قرار می‌دهد. وجود مرز تصمیم‌گیری باعث می‌شود تا نتایج غلط به وجود آمده توسط این روش مشخص گردد.

### شبکه‌های بیزی
شبکه‌های بیزی گرافی جهت‌دار و بدون دور هستند که مجموعه‌ای از متغیرهای تصادفی و نحوه ارتباط مستقل آن‌ها را نشان می‌دهد. برای مثال یک شبکه‌ی بیزی می‌تواند ارتباط میان بیماری سرطان و علائم آن را نشان دهد. پس می‌توان با داشتن علائمی احتمال وجود سرطان در بیمار را تشخیص داد.
هنوز هم میان همه‌ی روش‌ها شبکه‌ی عصبی مصنوعی غالب است و به طور کلی روش‌های یادگیری ماشین می‌توانند کارایی را بهبود بخشند و دقت را افزایش دهند.